# Mushi mezuru himegimi
Mushi mezuru himegimi, o La principessa che amava gli insetti (虫めづる姫君?), è una fiaba giapponese del XII secolo, che contribuì a sfidare le convenzioni sociali dell'epoca, mediante la trasgressione del decoro sociale che ci si può attendere da parte del protagonista, una dama di corte del periodo Heian. È presente nella raccolta Tsutsumi Chūnagon Monogatari.

## Storia
La protagonista fa amicizia con gli insetti, nomina alcuni di essi come suoi assistenti e si impegna in  scambi poetici che coinvolgono bruchi pelosi, provocando l'ilarità delle persone che la circondano. Ritratto come ancor più eccentrica è il suo disprezzo per l'apparenza esteriore: infatti, lascia che i capelli crescano in disordine, senza curare l'acconciatura; e non sottopone a taglio le folte sopracciglia; trascura la pratica tradizionale dell'annerimento dei denti (Ohaguro) e lascia che gli uomini possano vederla. «Oh, che deplorevole! Perché ha una mente così strana?». Quando una storia d'amore incipiente termina con il racconto, non sorprende nessuno degli osservatori.

## Interpretazione
Donald Keene ha suggerito che, sebbene il lettore potrebbe essere attratto dall'indipendenza mentale della fanciulla, l'autore stava probabilmente cercando di sottoporre a satira i comportamenti eccentrici e i gusti non convenzionali che la caratterizzano. Robert Backus sostiene che il lettore moderno potrebbe preferire la sua indipendenza e naturalezza all'«eccessiva artificialità della concezione Heian della bellezza femminile». Egli traccia anche dei parallelismi con la locale tradizione letteraria del Setsuwa e con gli aneddoti narrati su Fujiwara Munesuke (1077-1162), il "Ministro dell'apicoltura", che dava alle sue favorite dei nomignoli come "Lunghe Gambe", "Corna Corte" e "Ali Macchiate". Anche Michele Marra si riferisce a costui, di nuovo collegando il racconto con la setsuwa che sfida in modo simile l'ortodossia di corte e suggerisce che la storia possa vedere la verità buddista preferita ai valori dell'aristocrazia dei Fujiwara alla fine del periodo Heian.